# Berberis wilsoniae
Espèce
Classification phylogénétique
Berberis wilsoniae, le berbéris de Wilson ou épine-vinette de Wilson, est une espèce de plantes à fleurs de la famille des Berbéridacées. C'est un arbuste originaire de Chine.

## Description
C'est un petit arbuste ne dépassant guère un mètre de haut, aux branches arquées et aux épines trifurquées et jamais simples.
Ses feuilles sont semi-persistantes.
Les fleurs, en fin de printemps (mai-juin), en grappe de 5 à 10, sont jaunes.
Ses fruits, des baies rosées, sont matures en octobre-novembre.
Cette espèce est rustique et résiste à -20 °C.

## Taxinomie
Le berbéris de Wilson a été dédié par William Botting Hemsley à Ernest Henry Wilson qui l'a collectée en Chine dans le Sichuan. L'épithète spécifique a été d'abord orthographié wilsonae, puis corrigé en wilsoniae (orthographe adoptée par l'index IPNI et GRIN) ; l'index Tropicos utilise la deuxième déclinaison latine au génitif - wilsonii - conformément à l'article 60.11 du code de botanique.
Des variétés botaniques sont reconnues :
- Berberis wilsoniae var. favosa (W.W.Sm.) Ahrendt (1961) - Myanmar - synonyme : Berberis favosa W.W.Sm.
- Berberis wilsoniae var. guhtzunica Ahrendt (1961) - synonyme : Berberis wilsoniae var. latior Ahrendt
- Berberis wilsoniae var. parvifolia (Sprague) Ahrendt (1916) - Chine (Gansu) - synonyme : Berberis parvifolia Sprague
- Berberis wilsoniae var. stapfiana (C.K.Schneid.) C.K.Schneid. (1918) - synonyme : Berberis stapfiana C.K.Schneid.
- Berberis wilsoniae var. subcaulialata (C.K.Schneid.) C.K.Schneid. (1918) - synonyme : Berberis subcaulialata C.K.Schneid.

Cette espèce a été hybridée avec Berberis aggregata.

## Distribution
Le berbéris de Wilson est originaire de Chine : Gansu, Hubei, Hunan, Qinghai, Shaanxi, Sichuan, Xizang, Yunnan. Il est actuellement largement répandu dans tous les pays à climats tempérés.

## Utilisation
Le berbéris de Wilson commence à se répandre en France en usage ornemental pour son développement réduit et ses fruits.

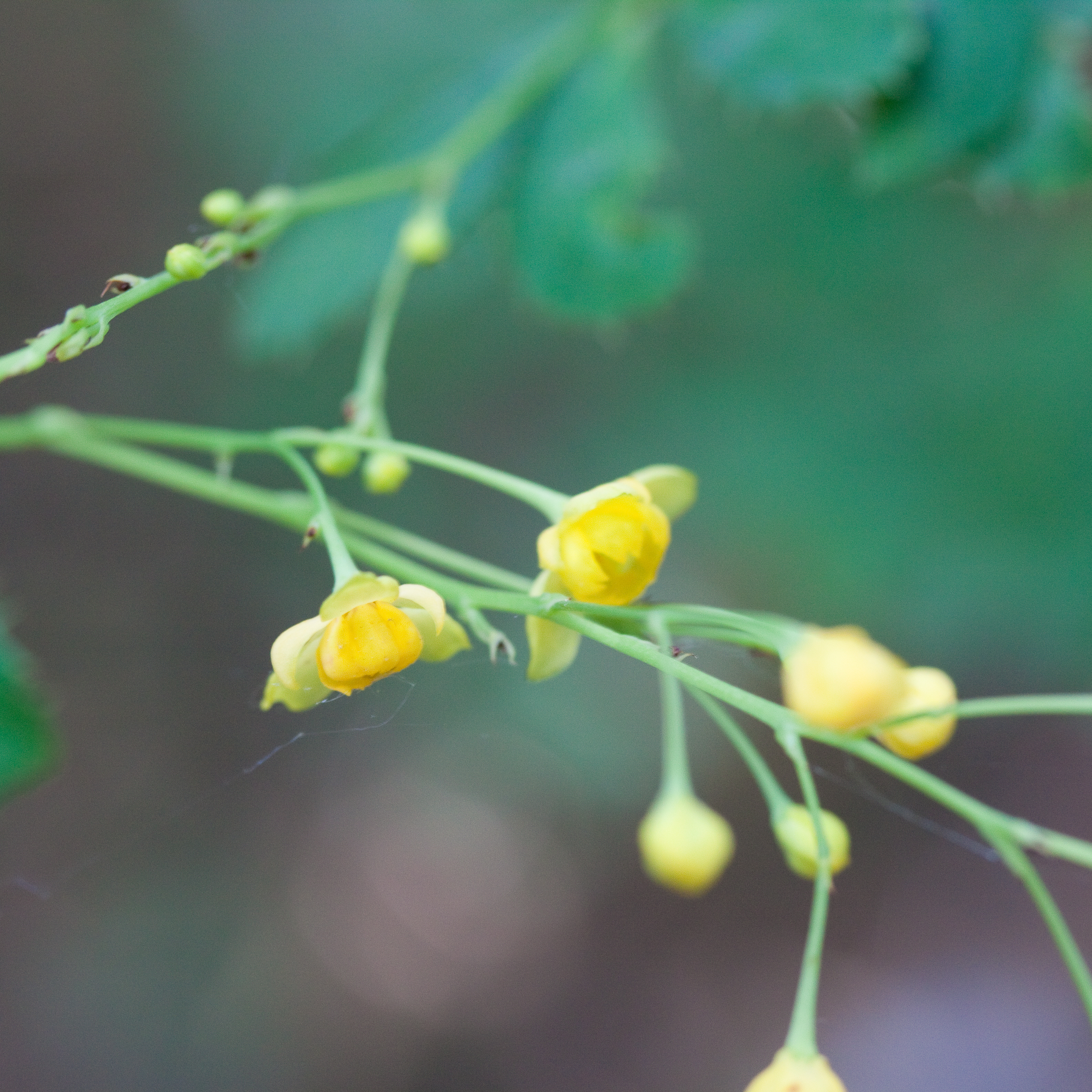
Fleurs.
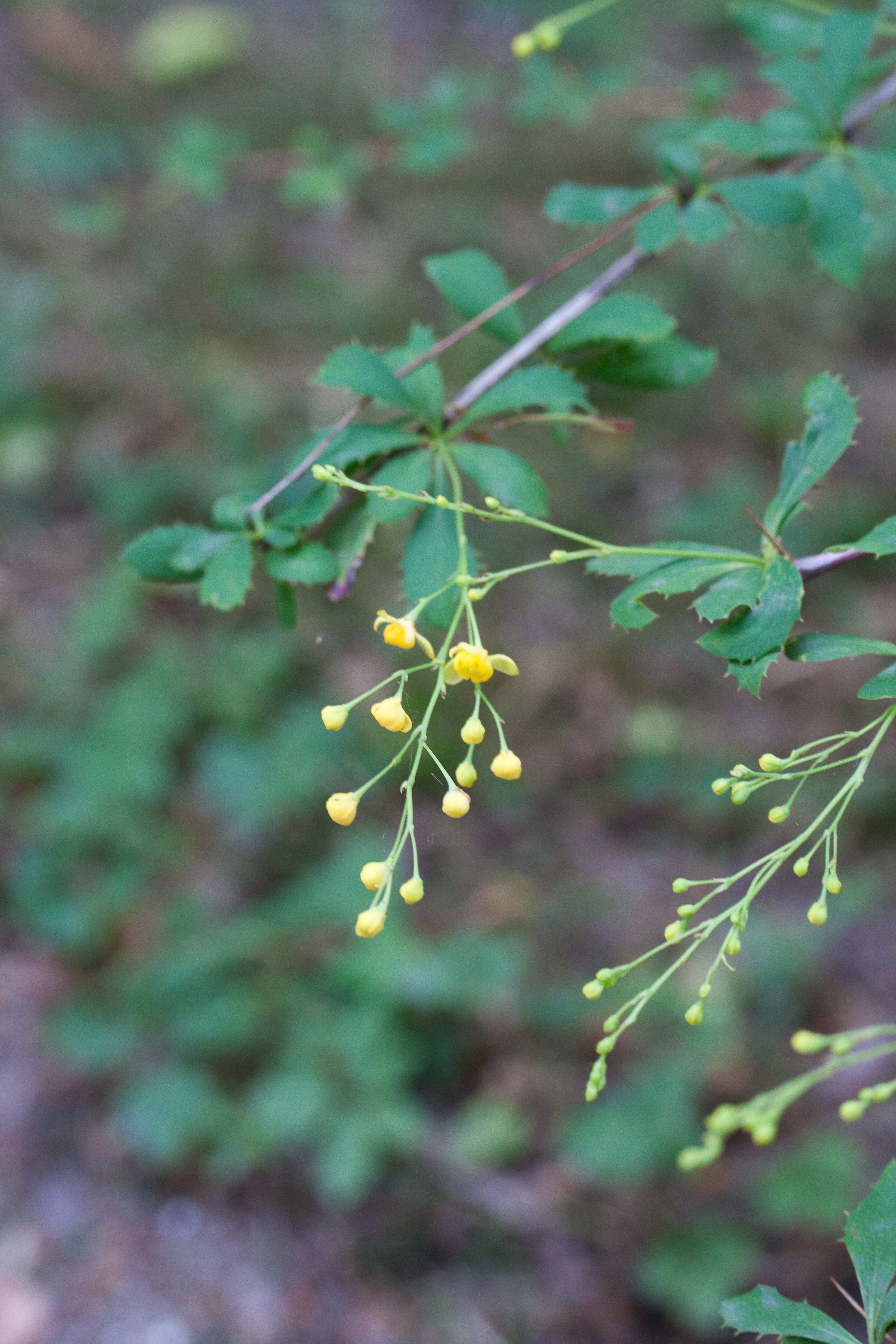
Début de floraison.
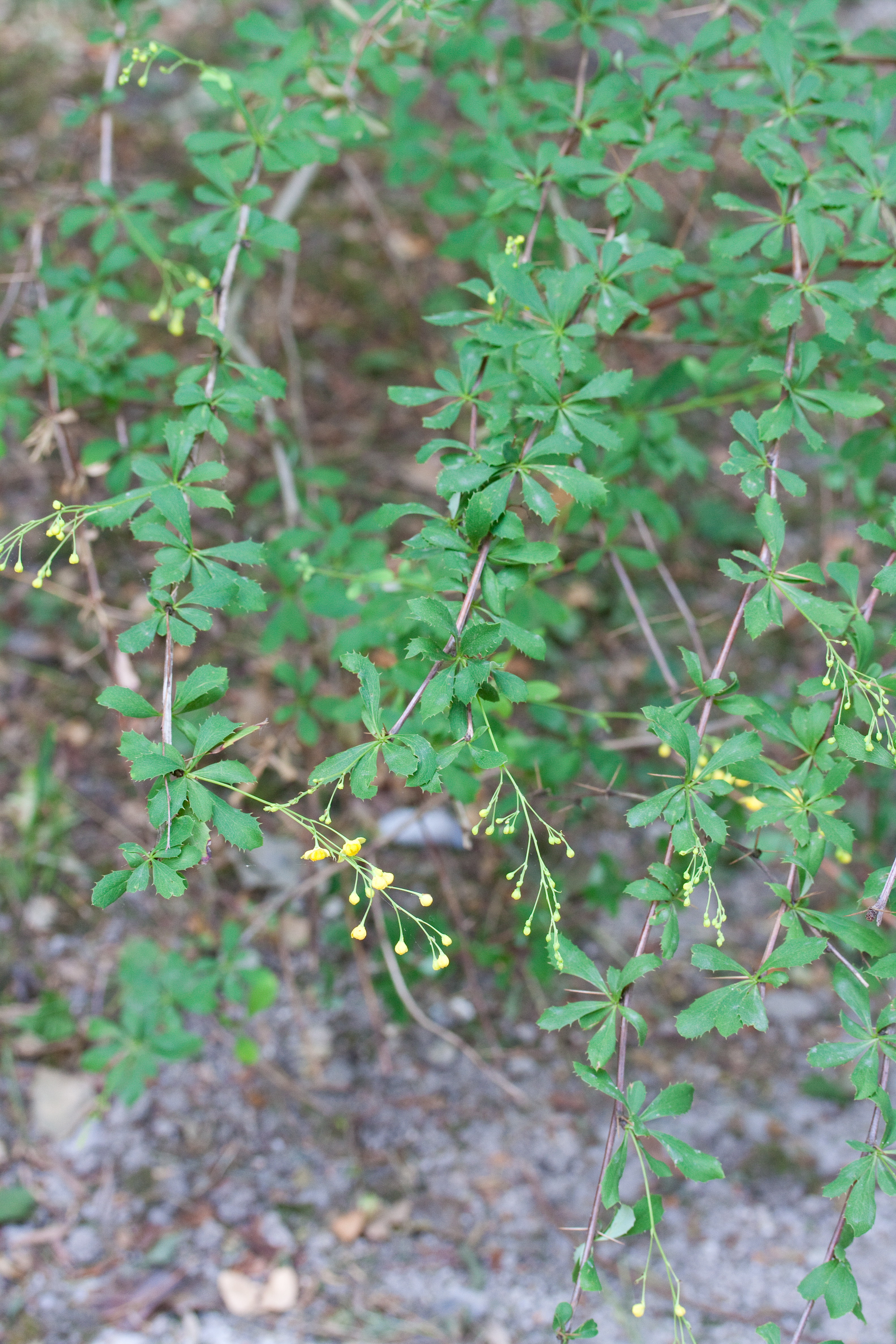
Début de floraison.
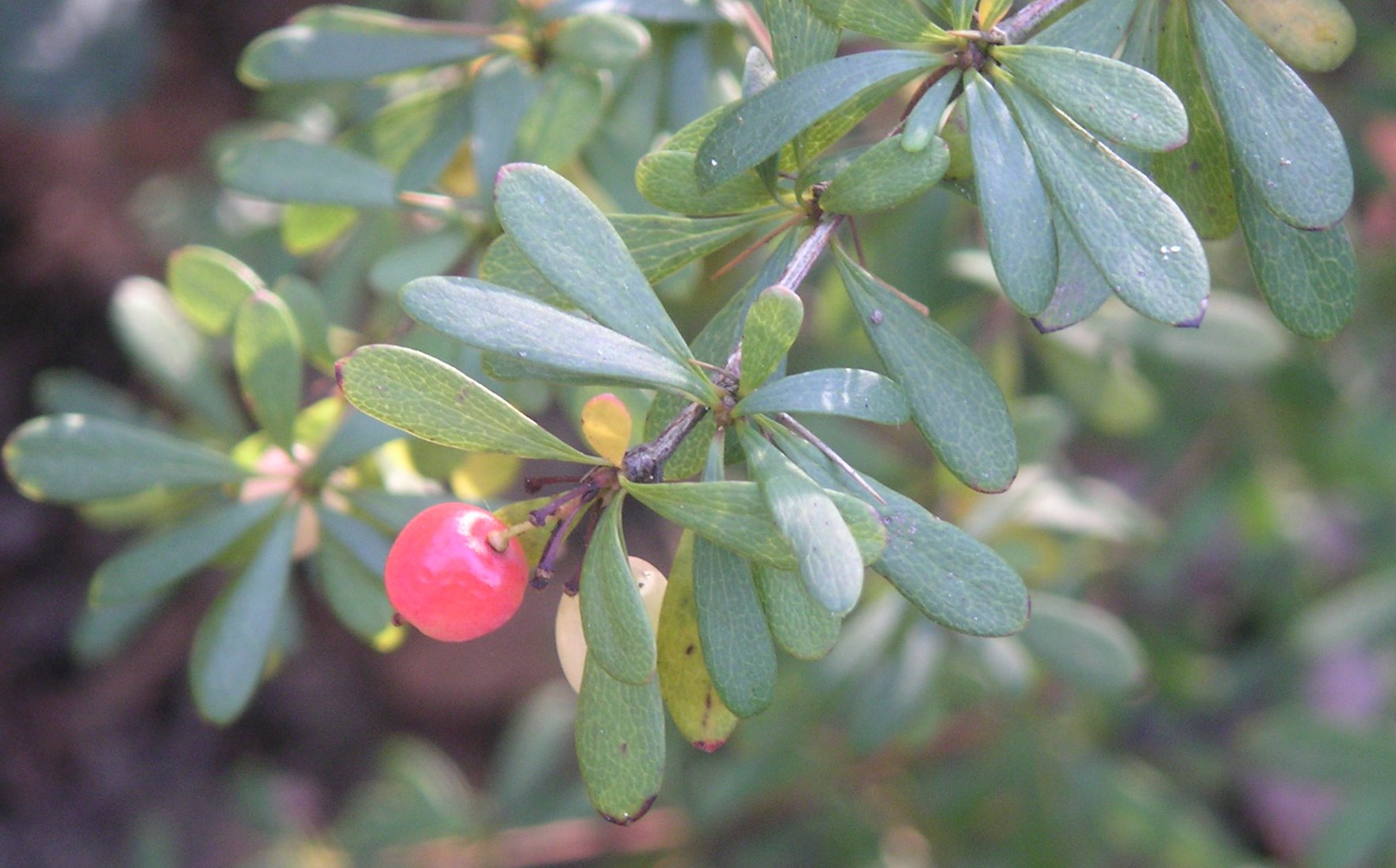
Fruit.
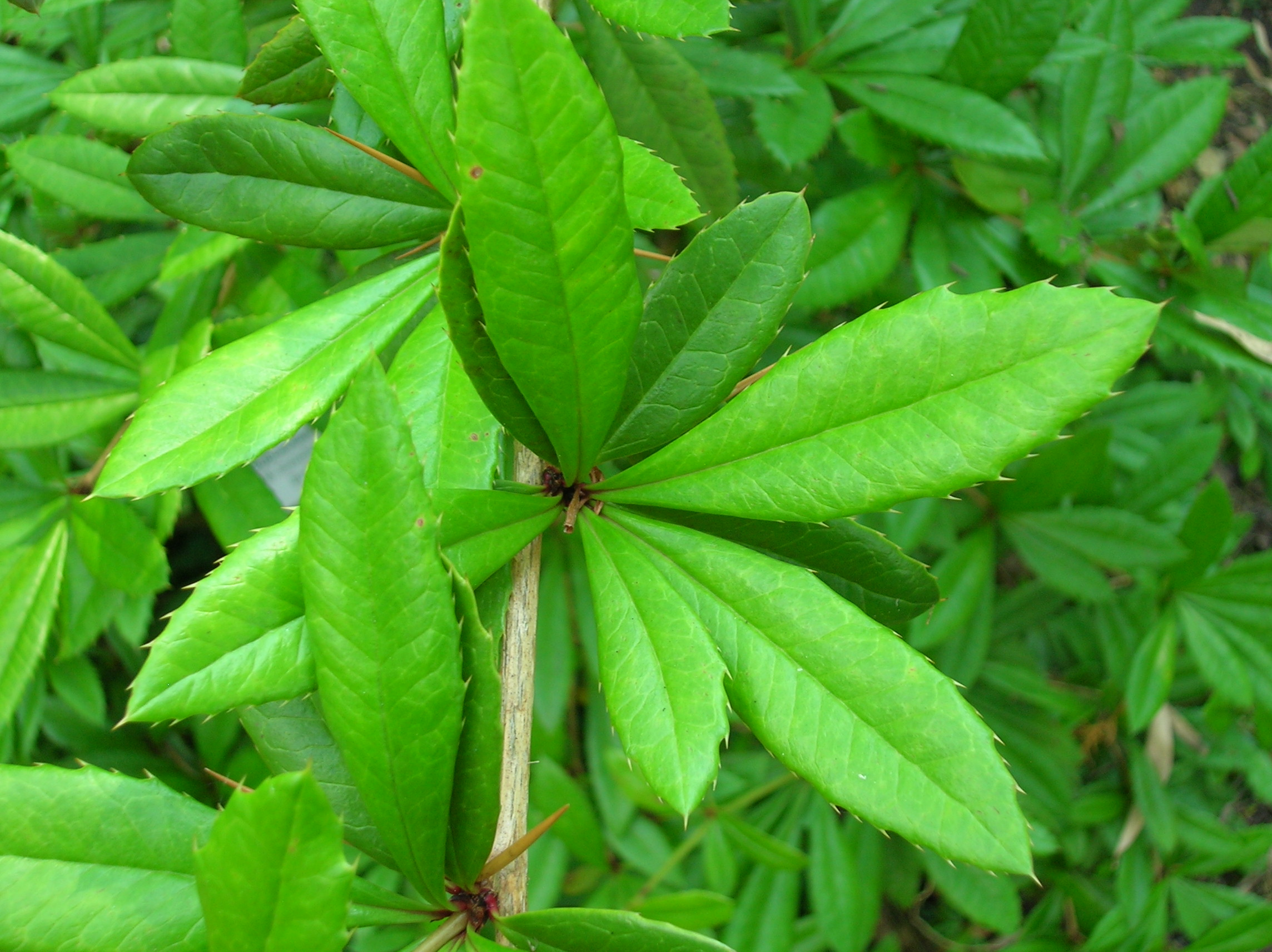
Variété subcaulialata.